# 天皇陛下御在位二十年を記念する日を休日とする法律案
天皇陛下御在位二十年を記念する日を休日とする法律案（てんのうへいかございいにじゅうねんをきねんするひをきゅうじつとするほうりつあん）は、日本の法律案であった。第125代天皇明仁即位二十周年を祝うために、2009年（平成21年）11月12日（木曜日）を国民の休日とする法案。「11月12日」の由来は1990年（平成2年）11月12日に即位の礼が行われたことによる。略称は天皇在位20年祝日法案。

## 概要
2009年（平成21年）6月30日、天皇陛下御即位二十年奉祝国会議員連盟の会長を務める森喜朗などによって、衆議院に提出されたが、7月21日の衆議院解散に伴い廃案となった。
鳩山由紀夫内閣発足後の10月に、自民党議員を中心に再提出の動きがあったが、民主党は執行部が推進したものの、反対する党内の左派勢力を説得できず、国民の休日にはならなかった。
ただし、当日は複数の式典が開催された。